# DAF CF
DAF CF(영어: DAF CF)는 네덜란드의 DAF 트럭 사가 생산하는 대형 트럭이다. 1992년부터 생산된 트럭으로 일부 차량의 경우 영국의 트럭 제조 회사인 레이랜드 트럭에서 생산한다.

## 사진

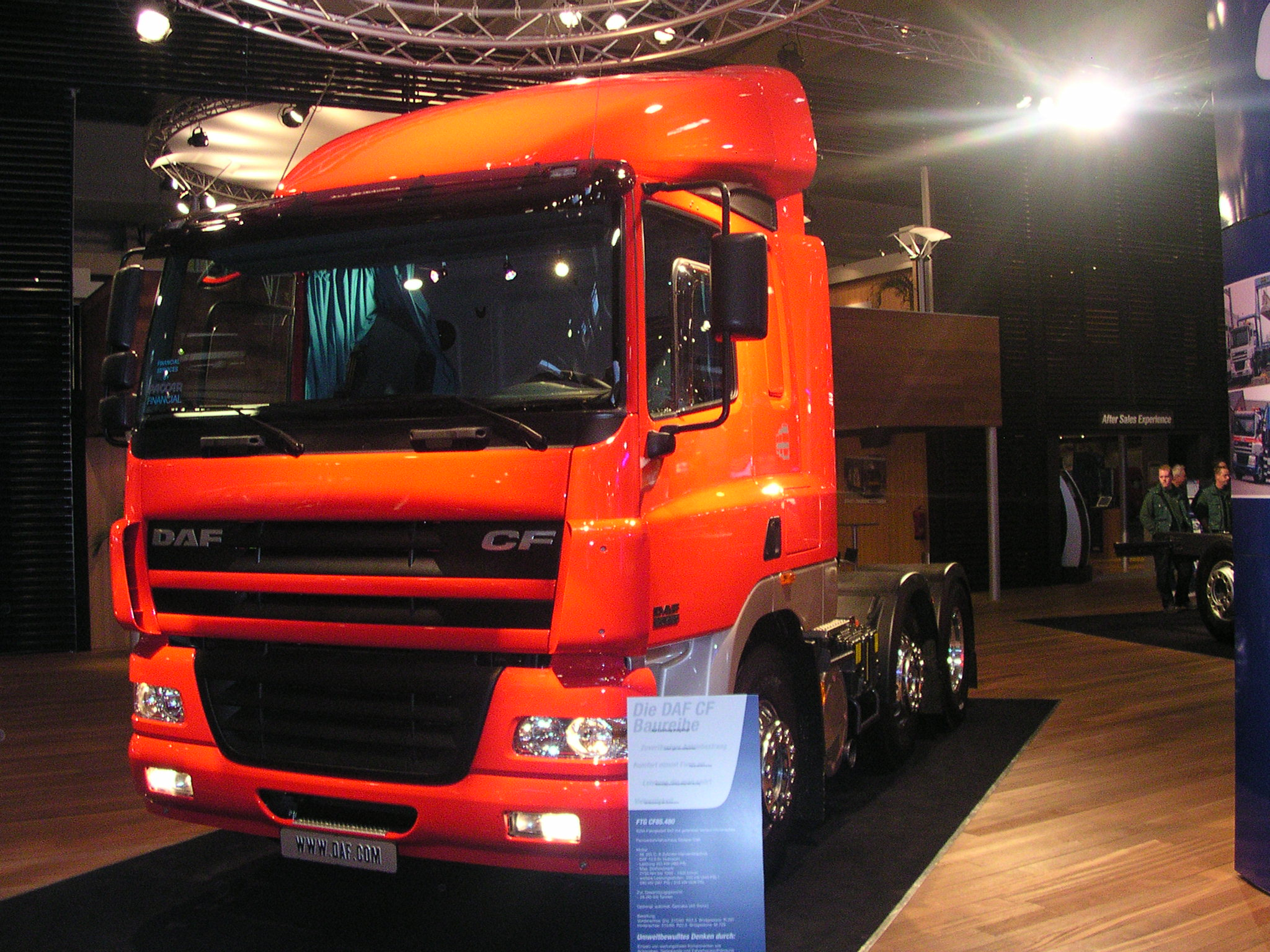
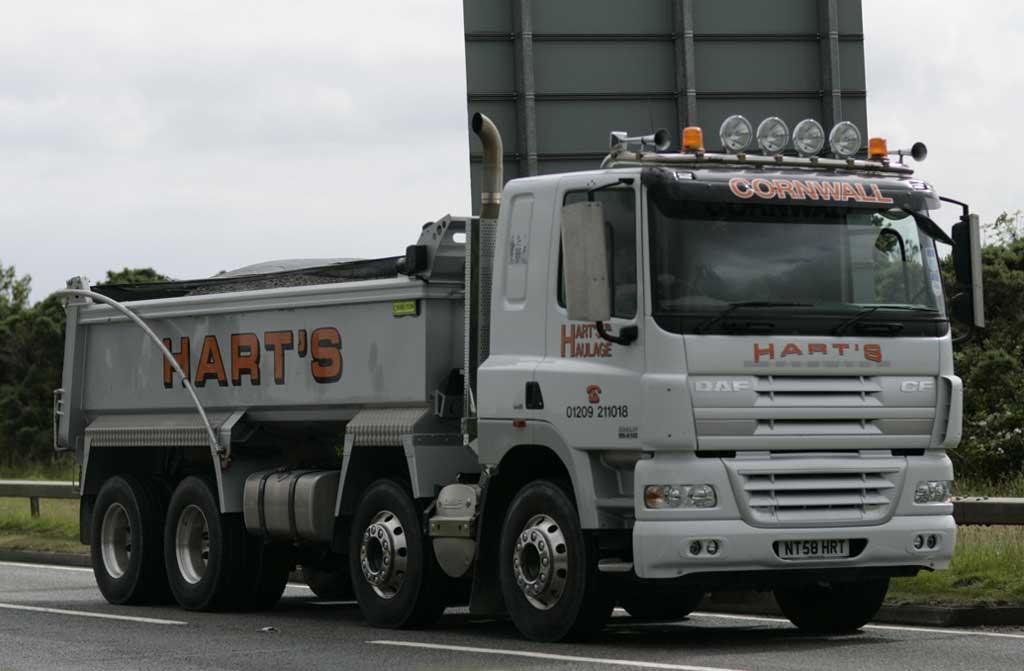
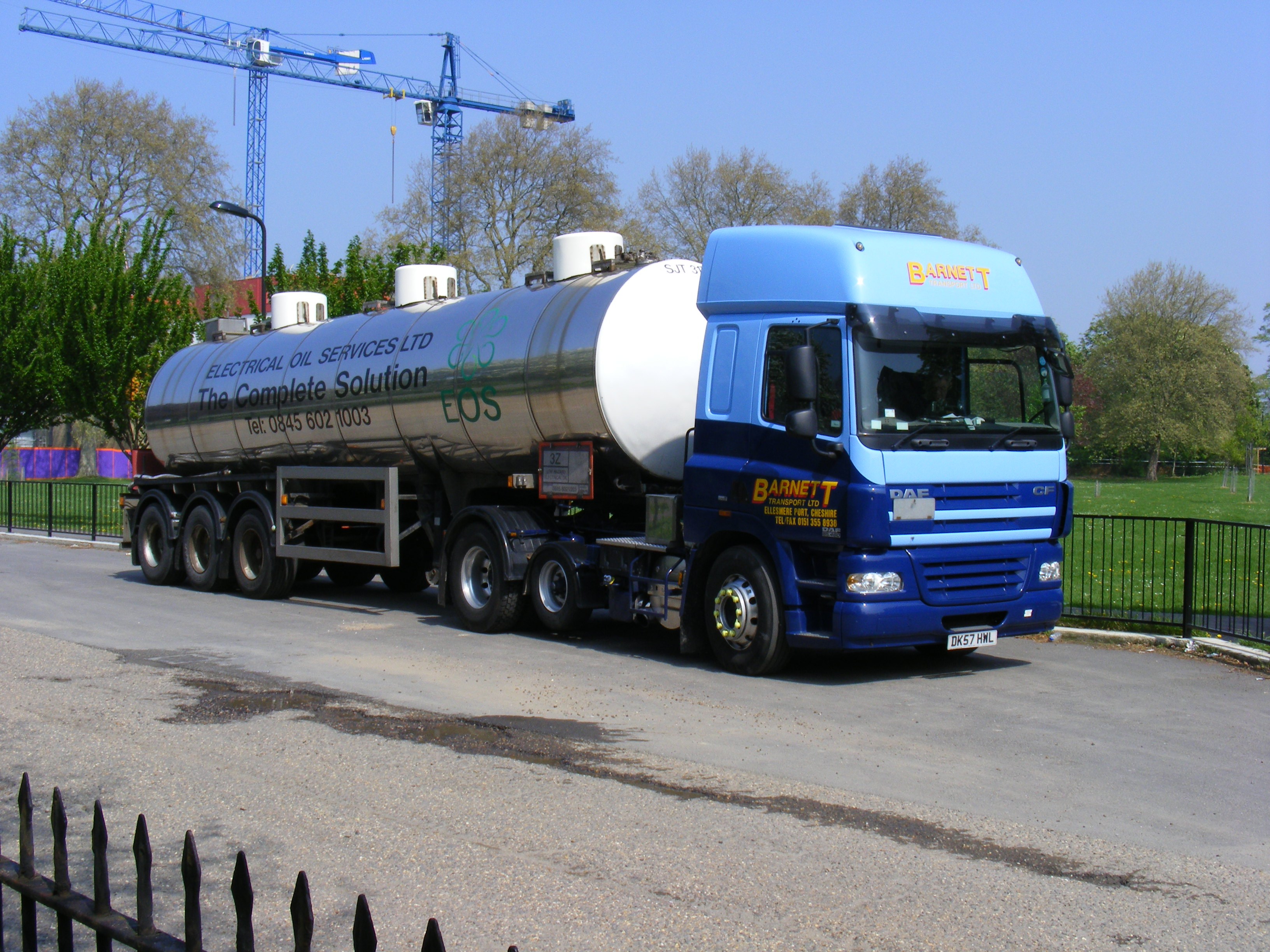